# Фоксхаунд
Фоксхаунд (на английски: Foxhound) или лисичар е група кучешки породи, селектирани специално за лов на лисици. Те са големи по размер и с остро обоняние. При лов кучетата обикновено са придружавани от ловците на коне и пътуват километри до мишената. Те имат силен, природно заложен инстинкт за ловуване и са много енергични и активни. Съществуват пет вида фоксхаунди:
- Английски фоксхаунд
- Американски фоксхаунд
- Черно-рижав вирджински фоксхаунд
- Уелска хрътка
- Корнуелски фоксхаунд